# 艾伯特·霍金斯
艾伯特·霍金斯（Albert Hoskins，1885年3月—1968年2月19日）是一位英國足球員及主教練，曾經執教狼隊、基寧咸及托奎聯。

## 球員時代
霍金斯生於英國修咸頓，他最初效力福里曼德（Freemantle）。1904年，他在對南安普顿的預備隊賽事裡被對方注意，不久後便加入「聖人」，並在1906年聖誕節首度為修咸頓上陣。據登勸·霍利及加利·卓克所著的《聖人的基礎》所載，霍金斯「是屬於正選球員的邊緣位置」。他上陣21次南部聯賽賽事，未能取得入球，但卻在所有有上陣的英格蘭足總盃裡取得入球。
1908年5月，他轉投狼隊，在1908/1909年至1909/1910年的兩個賽季裡共上陣14場聯賽，接著便先後轉會到達德里（Dudley Town）及。

## 執教事業
1922年，霍金斯轉而成為狼隊的職員，還成為球會的秘書，輔助狼隊的領隊傑克·亞登布克及喬治·約比。1924年5月，霍金斯轉任領隊。
他在首季管理莫利紐克斯球場就以乙組聯賽第六名的成績完成，與戰前時代相比取得了很大的進步。在下一賽季，狼隊仍以強勢挑戰積分榜上半部，以第四名完成。霍金斯卻意外地離開，在1926年5月轉教吉林汉姆，他在基寧咸待了大約三個賽季，1929年執教，取締帕西·麥寇爾（Percy Mackrill），托奎聯在他的領導下以十九名完成。1930年7月，霍金斯辭任，在多間非職業聯賽擔任訓練員、教練、球探等工作，直至1939年才退出球壇。

## 外部連結
- 艾伯特·霍金斯的執教統計